# 대팻집나무
대팻집나무(학명: Ilex macropoda)는 동아시아 원산의 낙엽 활엽교목으로, 호랑가시나무·민대팻집나무와 더불어 감탕나무속에 속한다. 목질이 매우 치밀하고 옹이가 없으며 갈라짐이 생기지 않아 대패를 만들기 제격이었기 때문에 대팻집나무라는 이름이 붙었다. 높이 15m의 중형 교목으로, 다른 감탕나무과에 속하는 나무들보다 약간 넓적한 잎에 10월에 붉은색 열매가 달린다. 은행나무처럼 나무마다 암수가 구분된다.